# Бизюкская волость
Бизюкская во́лость — административно-территориальная единица, входившая в состав Новоузенского уезда Самарской губернии. 
Административный центр (по состоянию на 1910 год) — село Штрекерау. В 1889 году волостное правление находилось в колонии Брунненталь
Население волости составляли преимущественно немцы; католики, лютеране и реформаты. 
В период до установления советской власти волость имела аппарат волостного правления, традиционный для таких административно-территориальных единиц Российской империи.
Волость образована в 1872 году в результате разукрупнения Ерусланской волости, созданной в 1871 года в границах бывшего Ерусланского колонистского округа
Волость располагалась в западной части Новоузенского уезда. Волость названа по реке Бизюк. Согласно карте уездов Самарской губернии 1912 года волость граничила: на западе - с Ровненской и Тарлыцкой волостями, на севере - с Воскресенской волостью, на востоке - с Гуссенбахской волостью, на юго-востоке - с Дьяковской волостью, на юге - с Торгунской волостью. Согласно карте волость также имела небольшой обособленный участок вдоль левого берега реки Гашон, который граничил на западе с Нижне-Ерусланской и Гуссенбахской волостями, на северо-востоке - с Краснокутской волостью, на юго-востоке - с Лангенфельдской волостью, на юге - с Дьяковской волостью.
Территория бывшей волости является частью земель Ровенского района Саратовской области (административный центр области — город Саратов).

## Состав волости
| № | Населённые пункты (без хуторов) | Население (1889 год) | Население (1910 год) | Преобладающие национальности, вероисповедания | Современное состояние             |
| - | ------------------------------- | -------------------- | -------------------- | --------------------------------------------- | --------------------------------- |
| 1 | село Брунненталь (Кривой Яр)    | 3540                 | 4650                 | немцы, лютеране и реформаты                   | село Кривояр, Ровенский район     |
| 2 | село Штрекерау                  | 1494                 | 2494                 | немцы , католики                              | село Новокаменка, Ровенский район |
| 3 | село Мариенберг (Бизюк)         | 2318                 | 3229                 | немцы , католики                              | село Песчаное, Ровенский район    |